# 夏威夷筐形蟹
夏威夷筐形蟹为馒头蟹科筐形蟹属的动物。